# Microsoft Entourage
Microsoft Entourage was door Microsoft ontwikkelde e-mailclient en personal information manager voor Mac OS 8.5 en hoger, inclusief Mac OS X. Het programma werd voor het eerst uitgebracht in oktober 2000 als deel van het kantoorsoftwarepakket Microsoft Office 2001. De vorige versie van Microsoft Office voor Mac OS, Office 98, bevatte Outlook Express 5. De laatste versie, 12.0.1, werd op 14 mei 2008 uitgebracht.

## Overzicht
Het programma biedt e-mail, een kalender, adressenboek, takenlijst, notalijst en een projectmanager. Met Entourage 2004 begon Microsoft met het bieden van een projectencentrum dat gebruikers toestaat om projecten aan te maken en te beheren. Informatie kan vanuit het programma zelf komen of van buitenaf. Via Entourage kan e-mail binnengehaald worden door POP, IMAP en WebDAV. Entourage 2005 bevat daarnaast een nieuwe functie, "My Day", die de gebruiker assisteert bij het organiseren van zijn dag.

## Outlook
Microsoft Office Entourage werd in Microsoft Office 2011 for Mac aan de kant gezet voor een Mac OS X versie van Outlook. Outlook bestaat al vele jaren langer voor Windows.